# Novoandriivka, Orihiv
Novoandriivka (în ucraineană Новоандріївка) este localitatea de reședință a comunei Novoandriivka din raionul Orihiv, regiunea Zaporijjea, Ucraina.

## Demografie
Componența lingvistică a localității Novoandriivka
     Ucraineană (95,1%)
     Rusă (4,63%)
     Alte limbi (0,27%)
Conform recensământului din 2001, majoritatea populației localității Novoandriivka era vorbitoare de ucraineană (95,1%), existând în minoritate și vorbitori de rusă (4,63%).